# Olympische Winterspiele 2014/Biathlon – Massenstart (Männer)
Das 15-km-Massenstartrennen der Männer im Biathlon bei den Olympischen Winterspielen 2014 fand am 16. Februar 2014 um 14:45 Uhr im Laura Biathlon- und Skilanglaufzentrum statt. Der Norweger Emil Hegle Svendsen blieb bei allen vier Schießen fehlerfrei und sicherte sich somit die Goldmedaille. Silber ging an den Franzosen Martin Fourcade, die Bronzemedaille gewann der Tscheche Ondřej Moravec.

## Wettkampfbeschreibung
Beim Massenstart über 15 km gingen 30 Athleten gleichzeitig ins Rennen. Diese stellten sich in zehn Reihen à drei Athleten auf. Es wurden vier gleich lange Runden gelaufen, wobei jeweils einmal der Schießstand anzulaufen war. Geschossen werden musste in der Reihenfolge liegend/liegend/stehend/stehend. Für jede nicht getroffene Scheibe musste der Athlet eine Strafrunde von 150 m Länge absolvieren. Für die Qualifikation des Massenstartrennens galten die gleichen Kriterien wie bei Biathlon-Weltmeisterschaften. Mit Startnummern 1 bis 3 gingen die Goldmedaillengewinner der vorherigen Einzelwettkämpfe ins Rennen, mit Startnummern 4-6 die Silber- und mit 7-9 die Bronzemedaillengewinner. Außerdem erhielten die 15 besten Athleten der Gesamtwertung des laufenden Biathlon-Weltcups ein Startrecht. Die Anzahl der restlichen Startplätze orientierte sich daran, wie viele Athleten in den vorangegangenen Wettkämpfen mehr als eine Medaille gewonnen hatten und so einer oder mehrere Startplätze der ersten neun Athleten nicht besetzt wurden, die nachfolgenden Athleten rückten dann automatisch mit ihrer Startnummer auf. Die mindestens sechs übrigen Startplätze gingen an die Athleten, die nach dem Punktesystem des Biathlon-Weltcups die meisten Punkte in den vorangegangenen Rennen gewonnen hätten. Ein persönliches Startrecht für den Massenstartsieger des Vorjahres wie bei den Biathlon-Weltmeisterschaften gab es nicht.
Totalanstieg: 550 m, Maximalanstieg: 28 m, Höhenunterschied: 57 m 

30 Teilnehmer aus 13 Ländern, davon 27 in der Wertung.

## Ergebnisse
| Platz | Sportler                | Land        | Zeit (min) | Strafen (L+L+S+S) | Differenz (min) |
| ----- | ----------------------- | ----------- | ---------- | ----------------- | --------------- |
| 1     | Emil Hegle Svendsen     | Norwegen    | 42:29,1    | 0 (0+0+0+0)       | –               |
| 2     | Martin Fourcade         | Frankreich  | 42:29,1    | 1 (1+0+0+0)       | +0:00,0         |
| 3     | Ondřej Moravec          | Tschechien  | 42:42,9    | 0 (0+0+0+0)       | +0:13,8         |
| 4     | Jakov Fak               | Slowenien   | 42:57,2    | 2 (0+1+1+0)       | +0:28,1         |
| 5     | Jewgeni Garanitschew    | Russland    | 43:25,3    | 3 (0+1+1+1)       | +0:56,2         |
| 6     | Fredrik Lindström       | Schweden    | 43:30,5    | 2 (0+1+0+1)       | +1:01,4         |
| 7     | Dominik Landertinger    | Österreich  | 43:32,8    | 2 (1+0+0+1)       | +1:03,7         |
| 8     | Johannes Thingnes Bø    | Norwegen    | 43:34,2    | 1 (1+0+0+0)       | +1:05,1         |
| 9     | Brendan Green           | Kanada      | 43:38,3    | 2 (1+1+0+0)       | +1:09,2         |
| 10    | Jean-Philippe Leguellec | Kanada      | 43:41,6    | 1 (0+0+0+1)       | +1:12,5         |
| 11    | Anton Schipulin         | Russland    | 43:48,2    | 3 (0+1+1+1)       | +1:19,1         |
| 12    | Björn Ferry             | Schweden    | 43:48,3    | 3 (1+1+1+0)       | +1:19,2         |
| 13    | Simon Schempp           | Deutschland | 43:48,3    | 3 (2+1+0+0)       | +1:19,2         |
| 14    | Andrejs Rastorgujevs    | Lettland    | 43:53,1    | 3 (0+1+1+1)       | +1:24,0         |
| 15    | Matej Kazár             | Slowakei    | 44:25,6    | 2 (0+1+1+0)       | +1:56,5         |
| 16    | Simon Eder              | Österreich  | 44:30,7    | 4 (1+1+1+1)       | +2:01,6         |
| 17    | Jean-Guillaume Béatrix  | Frankreich  | 44:34,2    | 3 (0+0+2+1)       | +2:05,1         |
| 18    | Arnd Peiffer            | Deutschland | 44:35,0    | 4 (0+1+2+1)       | +2:05,9         |
| 19    | Jewgeni Ustjugow        | Russland    | 44:37,3    | 3 (0+0+1+2)       | +2:08,2         |
| 20    | Dmitri Malyschko        | Russland    | 44:42,9    | 4 (1+0+3+0)       | +2:13,8         |
| 21    | Tim Burke               | USA         | 44:55,9    | 4 (2+0+2+0)       | +2:26,8         |
| 22    | Ole Einar Bjørndalen    | Norwegen    | 45:08,3    | 6 (2+0+0+4)       | +2:39,2         |
| 23    | Lowell Bailey           | USA         | 45:19,2    | 5 (2+1+1+1)       | +2:50,1         |
| 24    | Jaroslav Soukup         | Tschechien  | 45:22,2    | 4 (0+1+0+3)       | +2:53,1         |
| 25    | Dominik Windisch        | Italien     | 45:28,4    | 5 (1+1+3+0)       | +2:59,3         |
| 26    | Erik Lesser             | Deutschland | 45:34,2    | 4 (0+0+2+2)       | +3:05,1         |
| 27    | Christoph Sumann        | Österreich  | 45:39,0    | 4 (1+2+1+0)       | +3:09,9         |
|       | Lukas Hofer             | Italien     | DNF        | 4 (2+2+0)         |                 |
|       | Nathan Smith            | Kanada      | DNF        | 5 (2+3)           |                 |
|       | Simon Fourcade          | Frankreich  | DNF        | 2 (2)             |                 |